# 阿喬洪
6°42′N 2°28′E / 6.700°N 2.467°E

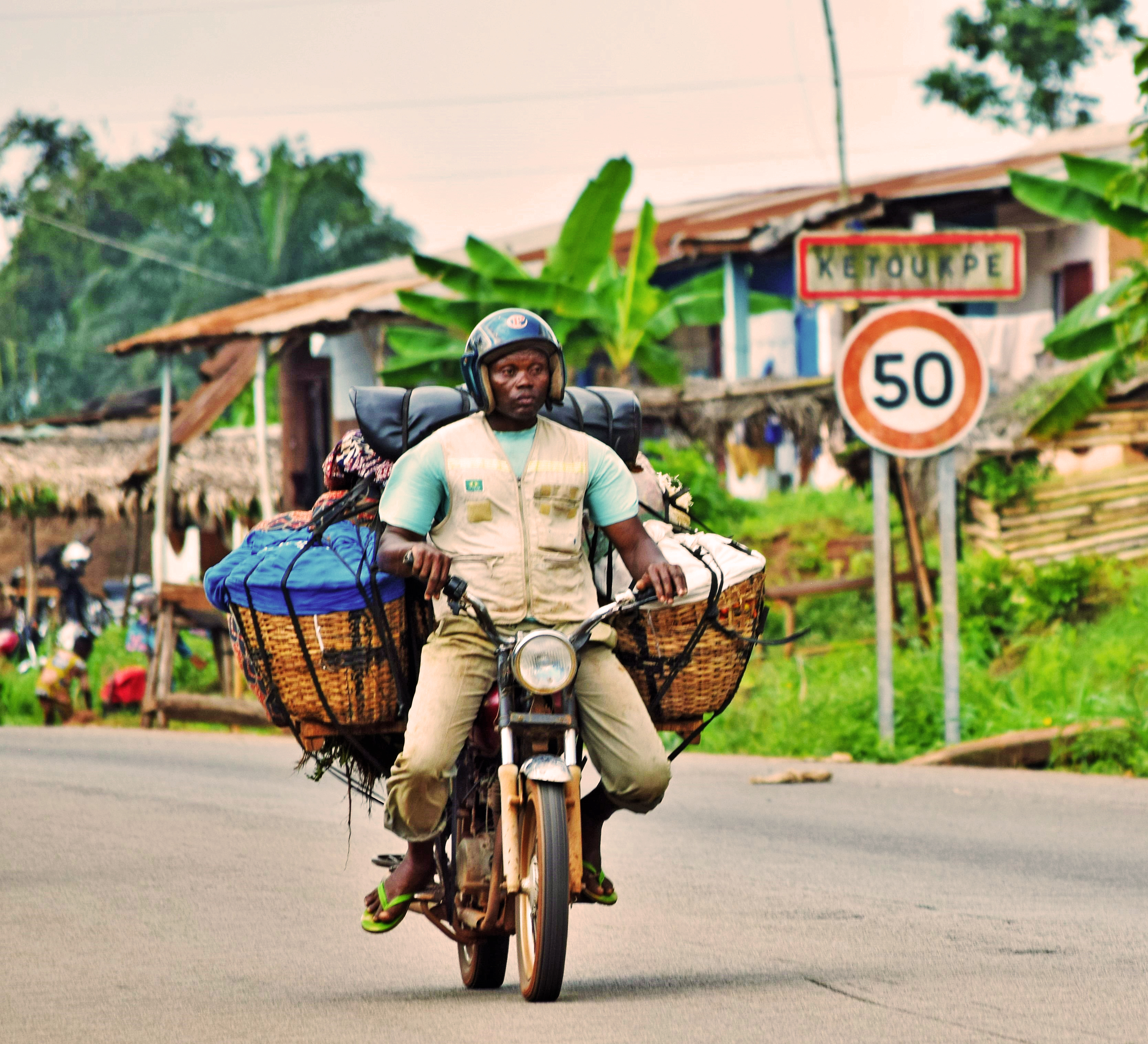
於阿喬洪一帶往來的載貨機車

阿喬洪（法語：Adjohoun），是貝寧的城鎮，位於該國東南部，由韋梅省負責管轄，面積308平方公里，海拔高度73米，2002年該城鎮人口60,955，人口密度每平方公里200人。